# Új-Zéland élővilága

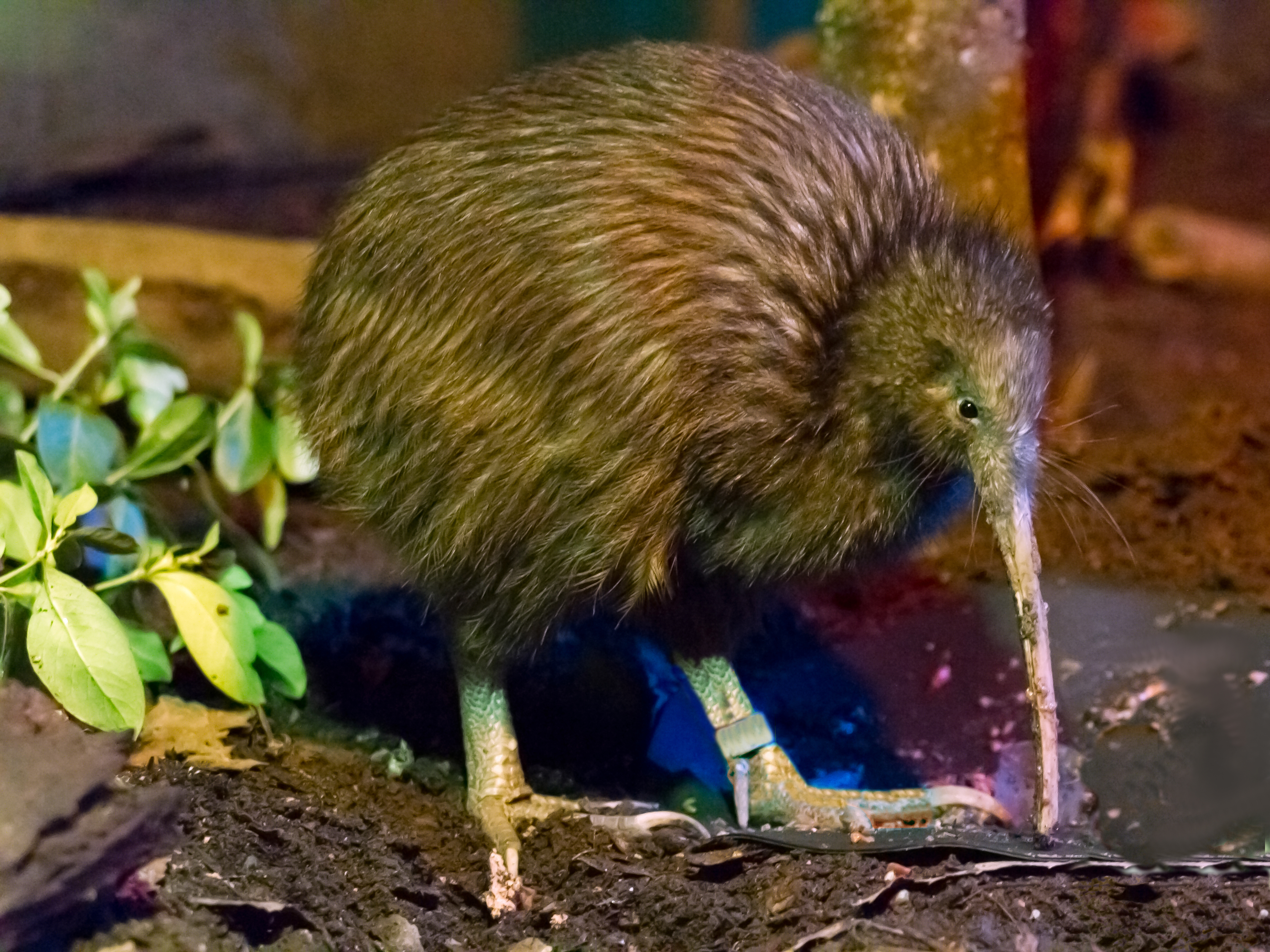
Északi-szigeti barna kivi

Új-Zéland élővilága a szigetország ősi elkülönülése miatt a világ egyik leginkább egyedi állat- és növényvilága. Jelentősen különbözik a „szomszédos”, mintegy 1600 kilométerre fekvő Ausztrália élővilágától is. Egyediségére meghatározó hatással volt Új-Zéland földtörténete. Általános jellegzetessége az endemikus élőlények igen magas aránya. Az állatvilágnak egész olyan osztályai hiányoznak a Nagy-Britanniánál is nagyobb méretű országból, mint a szárazföldi emlősök, de a hüllők, kétéltűek is alig képviseltetik magukat. Az ország egyik jelképe a kivi, ez a röpképtelen, szárny nélküli, szőrméhez hasonló tollazatú, jól fejlett szaglású madár, amely az erdei kisemlősökhöz hasonló életmódot folytat.
Az élővilág változatoságához hozzájárul, hogy szigetország éghajlata északon szubtrópusi, délen mérsékelt. Az uralkodó nyugati szelek révén a szigetek nyugati oldala sokkal csapadékosabb, mint a belső és a keleti területek. Jelentős hegyvidéki övezetei vannak a fahatár felett. A két nagy szigeten kívül számos kisebb sziget is tartozik hozzá, sajátos élővilággal.

## Új-Zéland élővilágának kialakulása
A sajátos új-zélandi élővilág története a Gondwana felbomlásával kezdődött a kréta korban. A mai Új-Zéland kőzettömege a Gondwana szélén, annak a kontinentális talapzatán, tengeri lerakódásokból alakult ki, ezért sokkal fiatalabb annak belső részeinél, amik ma Ausztrália nagy részét alkotják. Az őskontinens felbomlása nyomán a mai szigetországot hordozó kontinentális lemezdarab, amit Zélandiának is neveznek, jelentősen eltávolodott – északon kevésbé, délen jobban – az Ausztráliát hordozó Ausztrál–Indiai-lemeztől. Új-Zéland nemcsak gyorsan távolodott Ausztráliától, hanem maga is jelentős geológiai változásokon ment keresztül. Az oligocénban csaknem teljesen ellepte a tenger, alacsony szigetvilág alakult ki a területén. A hegyi tájak teljesen eltűntek, és a kisebb földdarabokon számos faj kihalt a megmaradt kevés élőhelyért folyó küzdelemben, erősen csökkent a biodiverzitás. Nagy valószínűséggel ezekben a kisebb szigeti környezetekben fejlődtek ki az új-zélandi alacsonyabb rendű élővilágnak (pl. a csigáknak) azon endemikus fajai, amelyek elterjedése még a szigetországon belül is csak egy-egy szűkebb területre korlátozódik. Ebből a korból származnak a világ legrégibb fosszilis pingvin leletei, amiket Új-Zélandon találtak, más korabeli tengeri madarak maradványaival együtt.

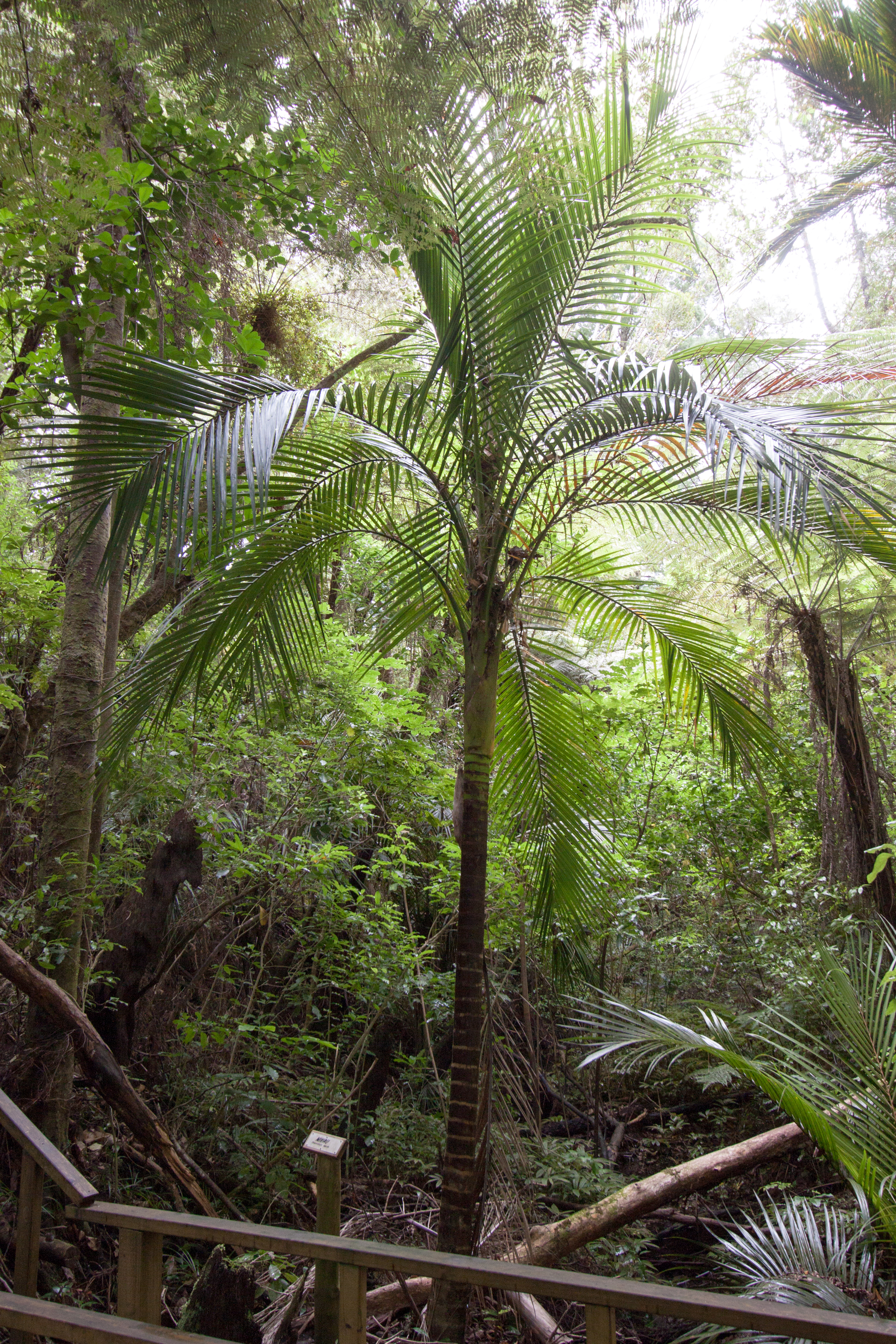
Nikaupálma a Parry Kauri Parkban

A szigetvilág talaja korábbiakhoz képest erodálódott, sok helyen sziklára és homokra redukálódott, de a szárazföldi élővilág elszegényedésével párhuzamosan a part menti tengerekben burjánzott az élet. Ekkoriban, a miocén kezdetén Új-Zéland éghajlata trópusi volt. Ekkoriban alakult itt ki a nikaupálma (Rhopalostylis sapida) endemikus faja, a vízparton mangrove-erdők nőttek. Az északi részeken korallok telepedtek meg a tengerben. Ez a helyzet azonban földtörténeti szemmel nézve nem tartott sokáig. A miocén végére a kontinensvándorlás folytatódásával az Antarktisz elfoglalta mai helyét, és az ott óriási szárazföldi területen kialakuló sarkvidéki hideg az egész déli félgömb éghajlatára meghatározó hatással lett. Maga Új-Zéland is délebbre csúszott, és kialakult a ma is jellemző hűvös-mérsékelt éghajlata.
Az Antarktisz körüli Déli-óceánon, a negyvenes és az ötvenes szélességi fokok körzetében, ekkoriban alakult ki az az állandó légáramlás, amit később a vitorlás hajózók „üvöltő negyveneseknek”, illetve „dühöngő ötveneseknek” neveztek el. Ezek a szelek, valamint a tengeri áramlatok, főleg a más földrészek folyói által a tengerbe sodort kidőlt fák, számos növényt és állatot hoztak el Új-Zélandra. Ekkor érkeztek ide a Celmisia, Sophora (Kowhai), füzike (Epilobium) növénynemzetségek képviselői, valamint az ausztráliai akácia és a kék gumifa – ez utóbbiak a későbbi új-zélandi jégkorszakot, amikor a szigetek nagy részét gleccserek borították el, nem élték túl. Hasonlóképpen a miocénban érkezhettek Új-Zélandra a madárvilág ausztráliai származású fajai is, mint a takahe, a Porphyrio melanotus (maori neve pukeko), a csengőmadár, a tui és az új-zélandi nesztorpapagáj. Új-Zéland sokkal délebbre nyúlt, mint Ausztrália, ezért megtelepedtek rajta a hidegkedvelő albatroszok,pingvinek, fókák.
A szelek vagy a kidőlt fák „tutajai” révén az új fajok érkezése rendszeresen bekövetkezik. Természetesen egy-egy faj Új-Zélandra eljutó néhány példányának továbbélése, szaporodása korántsem biztos. A hosszú időszakok alatt ismétlődő eljutások nyomán azonban számos fajnak sikerült megtelepednie. Már az európai telepesek figyelték meg az ezüstös pápaszemesmadár megjelenését a 19. században, a 20. század 30-as éveiben pedig az álarcos bíbic érkezett meg spontán és szaporodott el a mezőgazdaság révén nyílttá tett, így számukra kedvezővé vált új-zélandi területeken, bár nem valószínű, hogy  korábban nem jutott el néhány példányuk ide.
A miocén és a pliocén korszakban, a 23 millió évtől 2,6 millió év ezelőttig a zélandiai lemeztöredéknek a Csendes-óceáni-lemezzel történő ütközése során Új-Zéland hegységei, különösen a Déli-Alpok erőteljesen kiemelkedtek. A kor élővilágáról jól tanúskodnak a Déli-sziget Foulden Maar lelőhelyén feltárt 23 millió évvel ezelőtti édesvízi halak, ízeltlábúak, növények és gombák maradványai. A lelőhely pillanatképet ad a korabeli faunáról, amit az új-zélandi kutatók Saint Bathans fauna néven tartanak nyilván. Az egykori édesvizű tóban és környékén számos mára már kihalt állat, köztük a kloákásokhoz tartozó ősi Saint Bathans emlős, krokodilok, valamint a legkorábbi ismert moafélék is éltek.
A Déli-Alpok kiemelkedése és a miocént követő pliocén kor hűvösebb éghajlata több olyan növénycsoport kihalásához vezetett, amik egyébként a szintén Zélandiához tartozó Új-Kaledóniában fennmaradtak. A hegyvidék kiemelkedése a szigettengerből új környezetet, új ökológiai fülkéket hozott létre, amiket részben Ausztráliából érkező fajok, részben pedig gyors evolúcióra képes helyi fajok töltöttek be.
A pleisztocén jégkorszak 2,6 millió évvel ezelőtt kezdődött. Az eljegesedések maximumán a tengerszint mintegy 130 méterrel volt alacsonyabb a mainál, és az Északi-sziget egybekapcsolódott a Déli-szigettel. A hőmérséklet 4–5 °C-kal maradt el a maitól. A Déli-Alpok és a Fiordland régió nagy részét gleccserek borították. A további területeken száraz hideg uralkodott, a növényzetet füvek és bozótok alkották. A csekély növényzet és a száraz klíma kedvezett a löszképződésnek.  A melegebb interglaciálisok idején a tengerszint a mainál is magasabb volt. Az új-zélandi flóra még ma is a jégkorszak utáni helyreállítási periódusát éli. A déli kaurifenyő a jégkorszak csúcsán csak az Northland régióban élt, de az elmúlt 7000 évben fokozatosan terjeszkedett dél felé; jelenlegi határát mintegy 2000 éve érte el.
További jelentős hatással volt az élővilágra a mintegy 2 millió évvel ezelőtt létrejött északi-szigeti Taupo vulkánikus övezet, aminek egyik legnagyobb kitörése, a Hatepe vulkánkitörés i. sz. 186-ban volt. Az Északi-sziget középső területét a vulkáni kitörések nyomán kobaltban szegény talajok borítják, ami akadályozza az erdők fejlődését.
Az élővilág a mai Új-Zélandon tehát mindezen fejlemények miatt jelentős változásokon ment keresztül az idők folyamán. Számos, még a Gondwanáról származó faj kihalt, mint a Saint Bathans emlős. A gondwanai élővilágnak főleg növényi képviselői élnek a mai Új-Zélandon, mint a kőtiszafafélék és a déli bükk (Nothofagus), de emellett számos madár, béka, rovar származása is oda vezethető vissza. A legkülönlegesebb a hidasgyík, ez az igen ősi endemikus hüllőfaj. Az Északi és a Déli-szigetet az utóbbi 30 millió év túlnyomó részében tenger választotta el egymástól, ezért sok új-zélandi faj külön északi és dél alfajokat hozott létre
A szigetország önálló természettörténete 1300 körül ért véget, amikor a maori törzsek letelepedtek ott és megkezdődött az emberi beavatkozás korszaka. Az emberi beavatkozás súlyosbodott az európaiak megérkezésével. Sok endemikus élőlény kihalt, azonban még így is rendkívül egyedi maradt az új-zélandi élővilág, és a 20. század második fele óta komoly természetvédelmi erőfeszítések történnek az eredeti élővilág védelmére, helyenként rekonstrukciójára.

## Állatvilág
Az új-zélandi állatvilág rendkívül sajátos, mert egész állatrendszertani osztályok szinte teljesen hiányoznak belőle, mint a szárazföldi emlősök, ezért szegényesnek is tekinthető. Ugyanakkor azonban az itt hiányzó fajok által üresen hagyott ökológiai fülkéket egészen más állatfajok töltötték be, mint a madarak a legelő emlősök helyét, vagy az ízeltlábúak a kis rágcsálók helyét. A kizárólag itt megtalálható helyi, endemikus fajok gazdag változatossága részben feledteti az eredeti fauna szegényességét. A későbbi emberi vadásztevékenység, valamint a behurcolt fajok, különösen az elvadult házimacskák és kutyák azonban nagy pusztítást vittek végbe az eredeti állatvilágban.

### Gerincesek

#### Emlősök
Az ember érkezése előtt a szigetország területén nem élt szárazföldi emlős. 23 millió évvel ezelőtti leletekből ismertek a kloákásokhoz tartozó ősi Saint Bathans emlős kövületei, ez a faj azonban később kihalt.

##### Denevérek
Fennmaradt viszont denevérek két faja, amelyek közül az egyik származását egészen a Gondwana koráig lehet visszavezetni. A mai új-zélandi denevérfélék (Mystacinidae), az emlősök (Mammalia) osztályába, a denevérek (Chiroptera) rendjébe, a kis denevérek (Microchiroptera) alrendjébe tartozó  család. A családba az egyetlen Mystacina nem tartozik. A nem két faja közül az egyik, a nagy új-zélandi denevér (Mystacina robusta) valószínűleg kihalt, 1965 óta nem láttak élő példányt. A nem másik faja, az új-zélandi denevér (Mystacina tuberculata) sajátos új-zélandi viselkedési mintákat alakított ki a ragadozók hiányában: képes a földről is felszedegetni táplálékát, és a hím hangos énekléssel csábítja a nőstényt.
A másik élő denevérfaj, a Chalinolobus nembe tartozó új-zélandi hosszúfarkú denevér (Chalinolobus tuberculatus), szintén endemikus, de közeli rokonai élnek Ausztráliában és másutt is. 2021-ben az év madarának választották Új-Zélandon, annak ellenére, hogy nem madár. 

##### Tengeri emlősök
A bálnák mintegy 40 millió évvel ezelőtt váltak teljesen tengeri emlősökké. A legrégibb új-zélandi bálnaleletek 35 millió évesek.
Az új-zélandi oroszlánfóka szinte csak a szigetország partja közelében él. Az új-zélandi medvefóka Ausztrália déli opartjain is honos. A szélesebb körben elterjedt déli elefántfóka is megfordul Új-Zéland partjainál. A Hector-delfin viszont csak Új-Zéland körül él a tengerben.

#### Madarak
Az új-zélandi madárvilág egy része gondwanai leszármazott. Közéjük tartoznak a kivifélék, az álcsuszkafélék, és a kokakófélék. A struccalakúak rendjébe tartozó moafélék ősei is már a Gondwana lakói lehettek, ezért találhatók meg rokonaik többfelé a déli féltekén. A moák kihalása egyértelműen az emberi vadászat következménye.
A szigetország endemikus madarai másik részének ősei később érkezhettek a szelek segítségével, ezért viszonylag közeli rokonaik vannak más földrészeken is. Közéjük tartozik többek között a karimáscsőrű réce, kakapó, kea, takahe, és az óriás-gyümölcsgalamb, vagy a már kihalt rigóféle, a turnagra.
A tengeri madarak története Új-Zélandon sokkal régebbi és még gazdagabb, mint a szárazföldieké. A pingvinek már a késő kréta korban megjelentek itt, amikor elváltak rokonaiktól, a viharmadarak őseitől. A Kermadec-szigetektől a Macquarie-szigetig terjedő térségben az összesen létező 18 pingvinfaj közül 10, a 17 albatrosz-fajból 12, a 100 viharmadár-fajból 41, a kárókatonafélék 50 faja közül 40 fészkel.

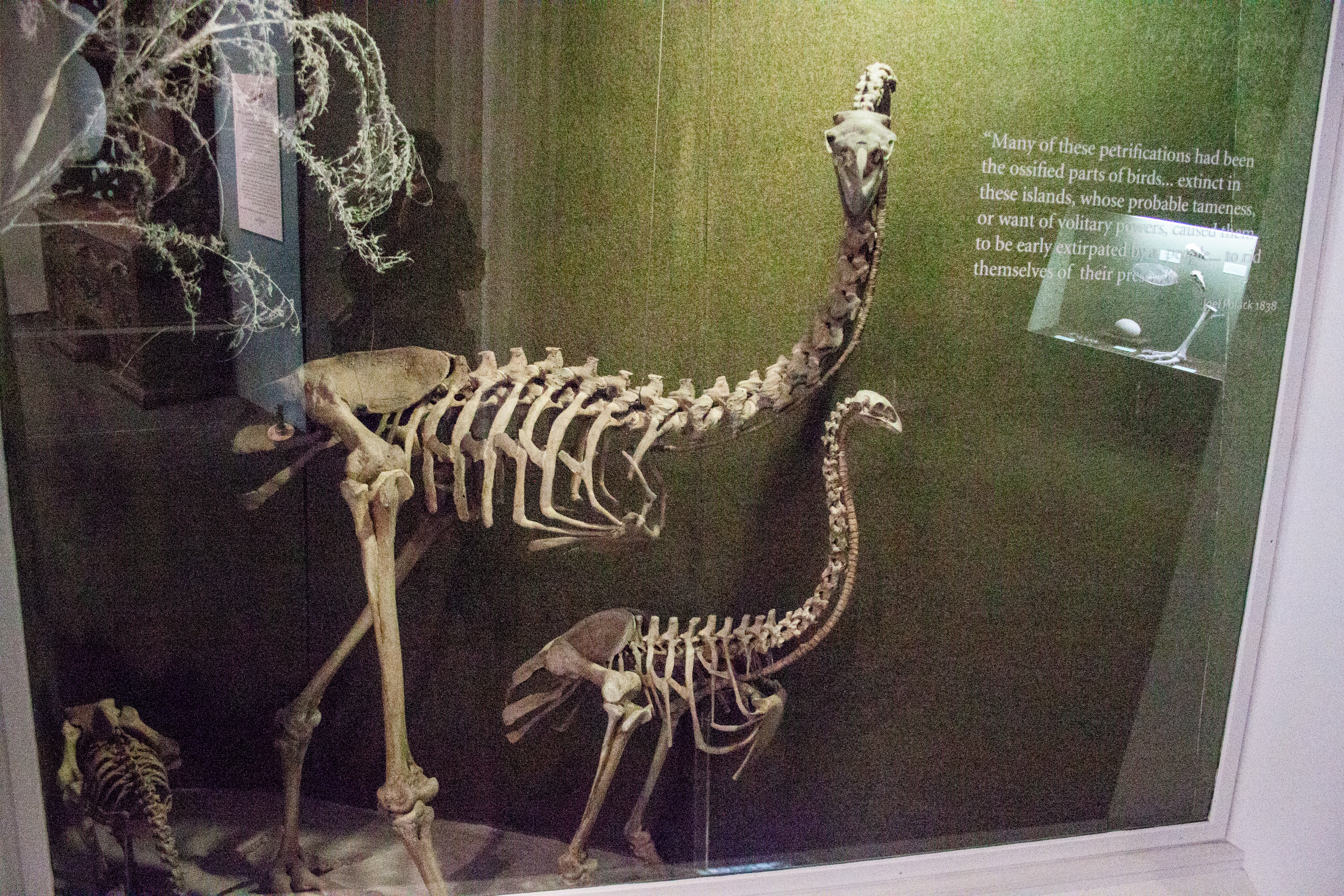
Különböző moafélék csontvázai a Canterbury Museumban
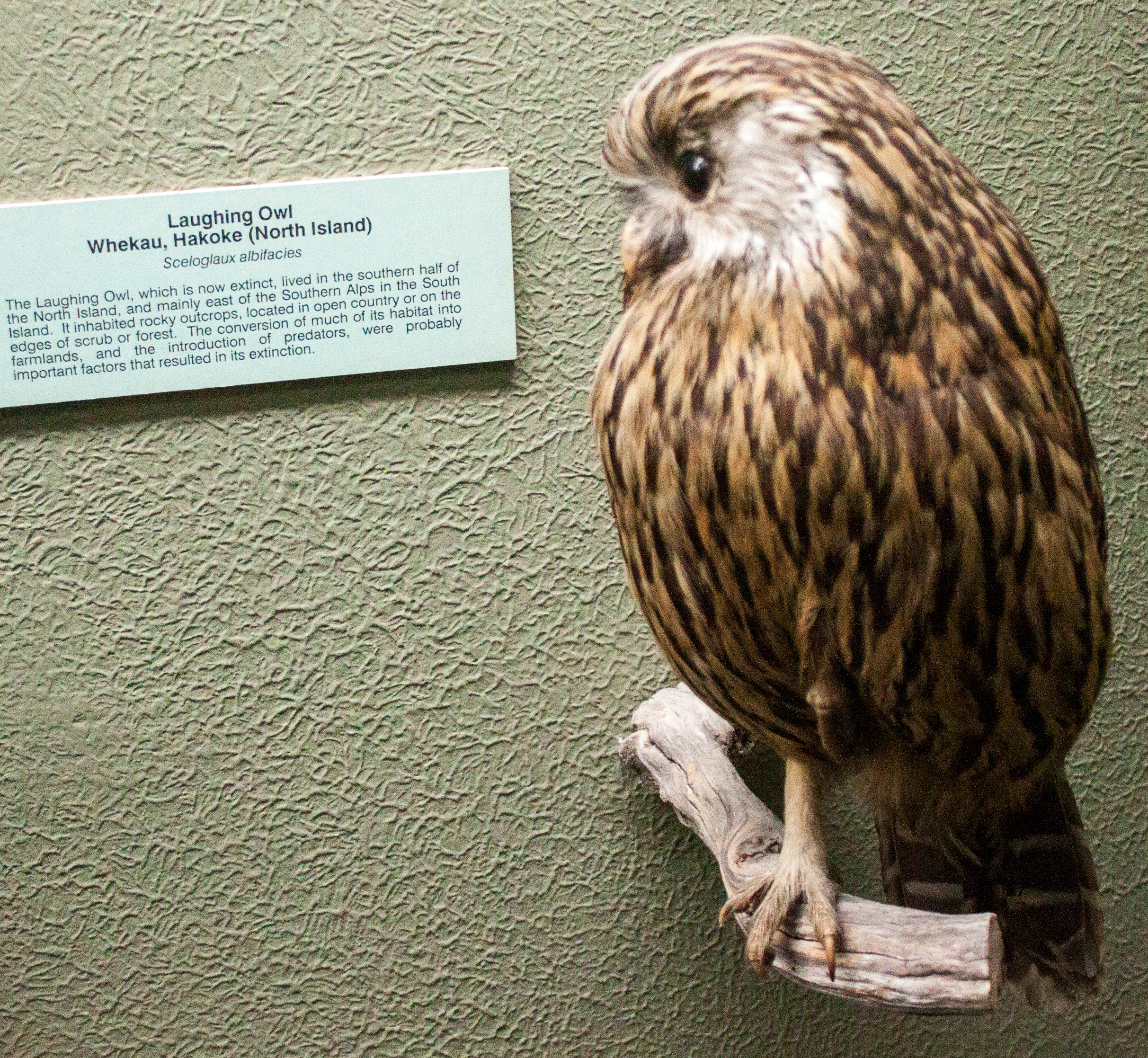
Az ugyancsak kihalt új-zélandi kacagóbagoly
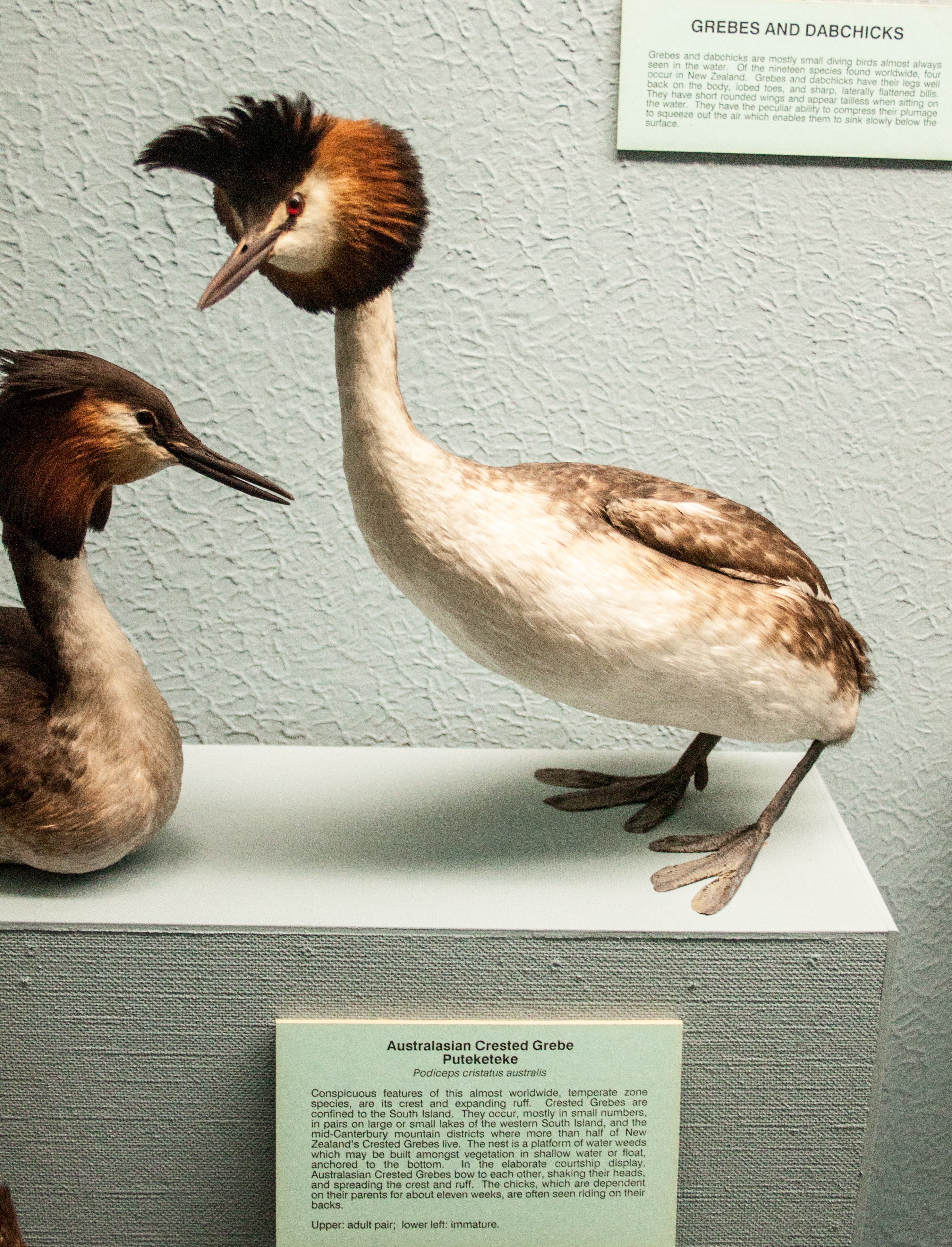
Déli búbos vöcsök
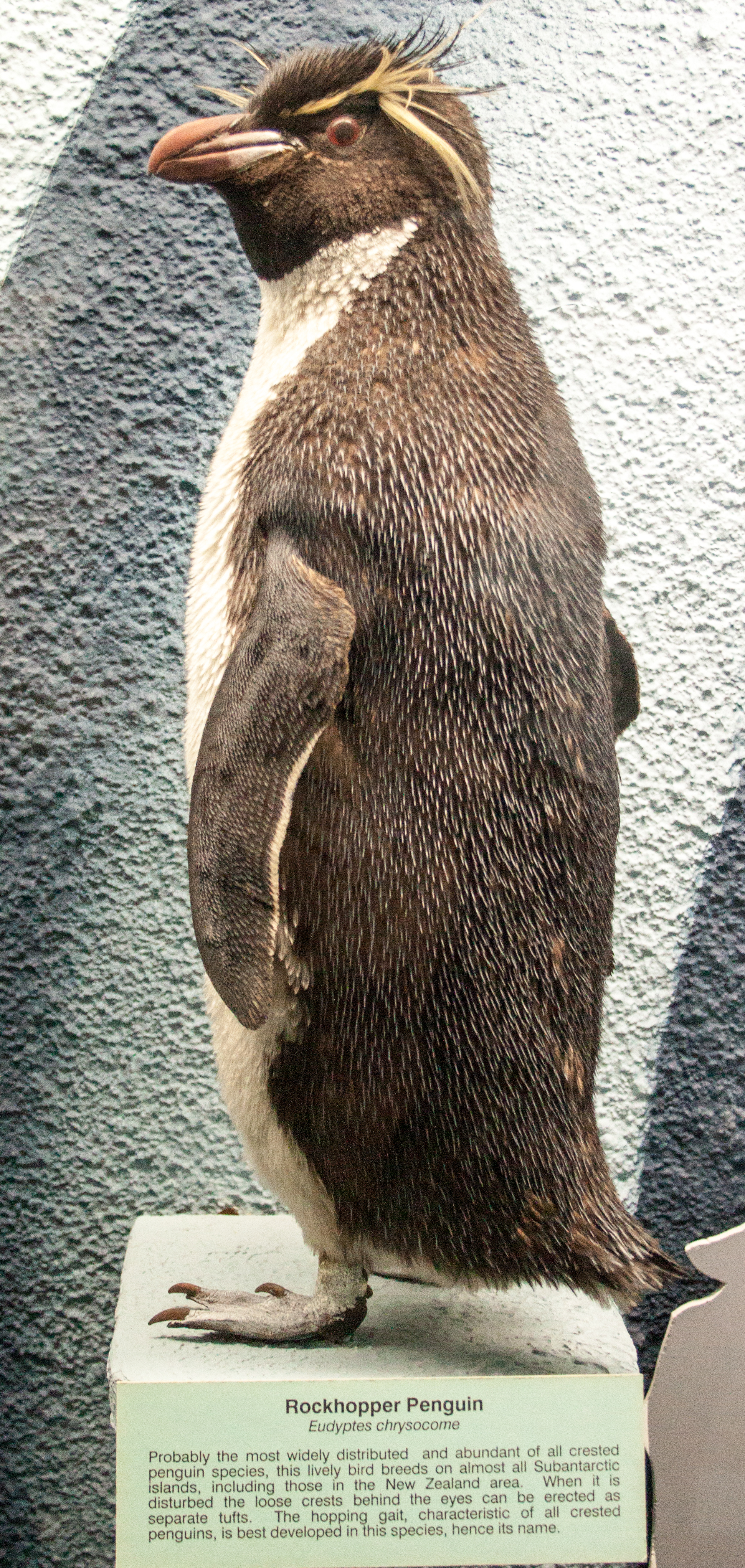
Aranytollú pingvin

Az új-zélandi nem-endemikus madarak egy része természetes úton, a „szelek szárnyán” érkezhetett a szigetországba mint például a búbos vöcsök déli alfaja, a Podiceps cristatus australis, amely Délkelet-Ázsiában és Ausztráliában is honos. Más fajokat az ember telepített be, mint a fekete hattyút 1864-ben Ausztráliából, díszmadárként. Ez a faj gyorsan kivadult, állományát már 60 000 darabra becsülték, és tulajdonképpen elfoglalta a korábban a maorik vadászata által kipusztított nagyobb termetű rokona, az új-zélandi hattyú élőhelyeit. Nem is tartják inváziós fajnak, mivel lehetséges, hogy egyes példányai természetes úton is eljuthattak Ausztráliából Új-Zélandra. Ezzel ellentétben az 1905-ben sportvadászat céljára betelepített és eleinte védett kanadai lúd annyira elszaporodott, hogy – főleg a termés megdézsmálása miatt – már károsnak tekintik és 2011 óta szabadon vadászható, irtható. Hasonló helyzete van a fecskeseregély-félék közé tartozó, ausztráliai szarkának is nevezett feketehátú fuvolázómadárnak, amit az 1860-as években telepítettek be mezőgazdasági kártevők irtása céljából.  1951-ig védelmet is élvezett, de azóta helyenként már inváziós fajnak tekintik, és országosan is tilos a szaporítása, terjesztése.

#### Hüllők

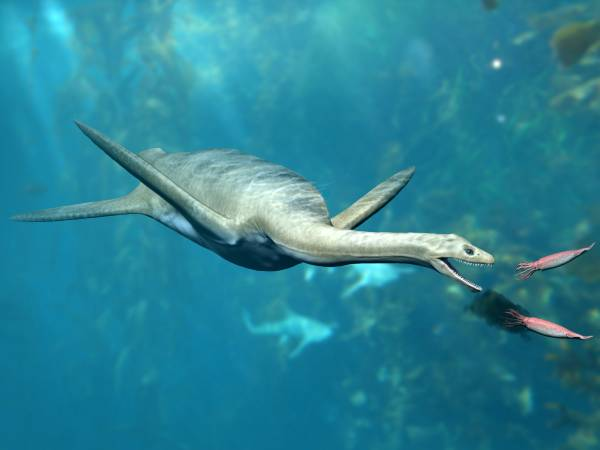
A Kaiwhekea nevű, Új-Zélandon talált fosszilis Plezioszaurusz rekonstrukciója. 7 méter hosszú volt, 70–69 millió évvel ezelőtt élt Zealandia tengereiben. Csontvázát kiállították az Otago Museumban

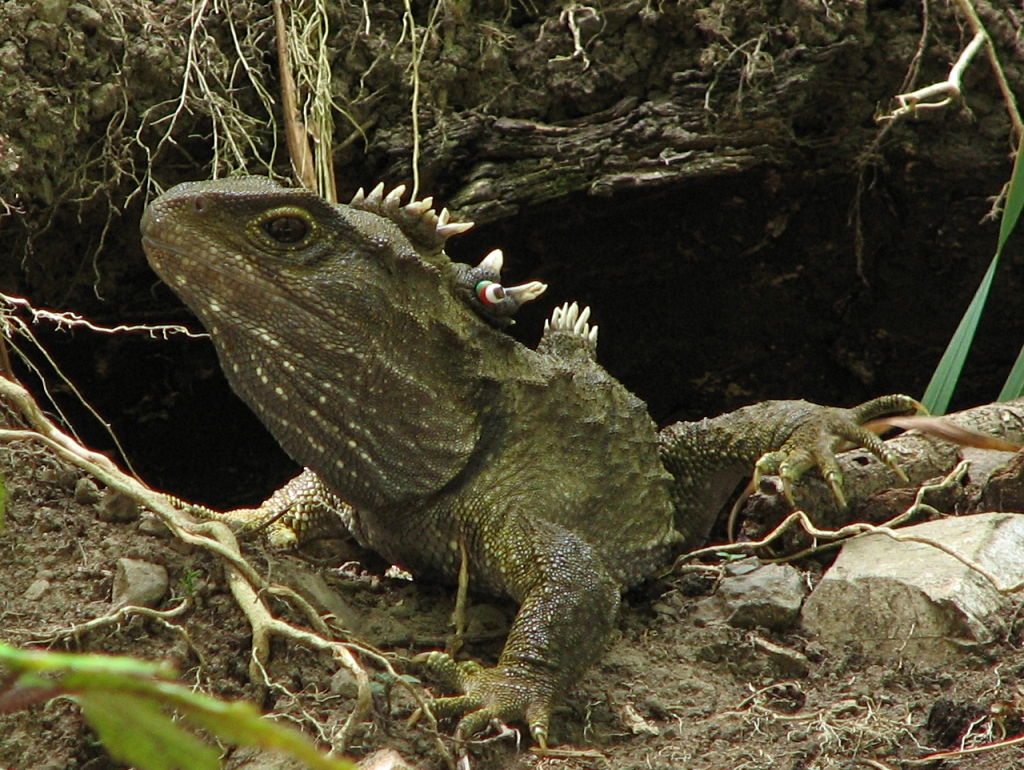
Tuatara a fészke előtt

Új-Zélandnak az Ausztráliától történt elszakadása után, 85 millió évvel ezelőtt még a dinoszauruszok és más mezozoikumi hüllők sora élt a szigetvilágban, és a 15−20 millió éves önálló fejlődésük nyomán sajátos fajaik alakultak ki itt. 66 millió évvel ezelőtt, a kréta–tercier kihalási esemény során azonban ezek is ugyanúgy kihaltak, mint a világ más részein.
A hüllők világa a mai Új-Zélandon nagyon szegényes. Nem élnek itt kígyók, krokodilfélék és sok más, világszerte elterjedt faj. A mintegy félszáz gekkófaj mindegyike endemikus és a kettősujjú gekkók alcsaládjába tartozik. A vakondgyíkfélék, más néven szkinkek közé tartozó Oligosoma nem is csak itt honos és több tucatnyi fajjal képviselteti magát.
Új-Zéland leghíresebb hüllője a tuatara, más néven hidasgyík. A hüllők négy rendje körül az egyik önálló rendbe, a felemásgyíkok rendjébe tartozó két fajuk csak itt honos, önálló származási vonaluk a triász korából, mintegy 250 millió évvel ezelőttről eredeztethető és 60 millió éve már minden rokonuk kihalt.

#### Kétéltűek
Új-Zéland kétéltűi közül endemikus az ősbékafélék családjába tartozó négy élő faj. Ezenkívül főleg terráriumi díszállatként (mint a kék levelibéka) öt ausztráliai békafajt is betelepítettek a 19. században és a 20. század elején, amik aztán kijutottak a szabadba is. Közülük a barna levelibéka helyenként nagyon elszaporodott. A Limnodynastes dumerilii fajnak csak az ebihalait találták meg a természetben 1999-ben, amikor már nagy gondot fordítottak az idegen, invázióssá válható fajok elleni védekezésre, ezért az állományt kipusztították.

#### Halak
A kétéltűektől eltérően a halak számosfajjal képviseltetik magukat Új-Zéland édesvizeiben és a környező tengerekben egyaránt. Több tucatnyi endemikus faj népesíti be az új-zélandi édesvizeket a hegyi folyók zuhogóitól a síkságok mocsaras vidékeiig. Az édesvizekbe sporthorgászat céljaira számos külföldi halfajtát is betelepítettek. 
Jóval meghaladja a százat azon tengeri halfajok száma is, amik csak az Új-Zéland körül vizekben fordulnak elő. Mellettük természetesen a Csendes-óceán déli részének élővilágának többi fajai is jelen vannak. A kisebb parti halak egyes fajait valószínűleg a hajók ballasztvizében hurcolták be Ausztrália vagy távolabbi vidékek partvidékéről.

### Gerinctelenek
A szigetország élővilágának további sajátossága az olyan alacsonyabb rendű állati létformák jelenléte, mint a karmos féreglábúak közé tartozó peripatus. Az itteni ilyen ősi élőlények között az endemizmus 95%-os, és közülük sokhoz hasonlókat csak sok millió éves kövületekből ismer a tudomány. A gilisztaféléket az óriásgiliszták, a három méterre is megnövő Megascolecidae család csaknem 200 őshonos faja képviseli, általában az erdőségekben, mivel a kultúrterületekről kiszorították őket a gazdálkodási okokból az északi féltekéről behozott földigiliszta-félék.
Feltűnő különlegessége az új-zélandi élővilágnak a csigák fajainak nagy száma – eddig csaknem 300 fajt írtak le tudományosan – és változatossága. A másutt a csigákat fogyasztó kisemlősök hiánya tette lehetővé a gyakran feltűnő színű, nagyméretű egyedekből álló fajok kialakulását és fennmaradását. Az egyes endemikus fajok egy-egy kisebb területre korlátozott elterjedése még mindig az Új-Zéland helyén az oligocén korban létező szigetvilág emléke. Példák erre a 11 centiméteresre is megnővő Placostylus fajok, meg a kauri-csigák (Paryphanta) az Északi-szigeten. Utóbbiak háza 12 cm-es is lehet, és éjszakai giliszta-vadászataik során többszáz méteres távolságokat is megtehetnek. Hasonló óriásnövésű csigák a Powelliphanta nem és a Rhytididae család gyakran színpompás fajai. Nagy méreteikhez valószínűleg a szigeti óriásnövés, az izolált gigantizmus jelensége is hozzájárult.A kultúrtájakról, kertekből az őshonos fajokat kiszorította az inváziós fajként viselkedő európai kerti csiga.
Az ízeltlábúak közül talán a legismertebb és egyben a szigetország legegyedibb rovarfajai a tíz centiméteresre is megnövő weták, amik a lakóépületekben is megjelennek az egerek és a patkányok ökológiai fülkéit betöltve.

### Betelepített állatok

#### Új-Zélandról származó fajok más kontinenseken
Az új-zélandi őshonos fajok egy része nem csak sikeresen állt ellen a betelepített fajok konkurenciájának, hanem eljutott – általában emberi segítséggel – más kontinensekre is, és esetenként ott inváziós fajjá vált.

## Növényvilág
Az új-zélandi növényvilág fajokban jóval gazdagabb az állatvilágnál. Jellegzetességei közül a legszembetűnőbb az endemikus élőlények kimagasló aránya. A növények túlnyomórészt örökzöldek, alacsony a hidegtűrő képességük. A növényfajok száma délről északra haladva szaporodik.
Kevés az egyéves növény. A növényzet jelentős mértékben alkalmazkodott a madárvilághoz, számos faj szaporodásában, bogyóinak, magvainak terjesztésében a madarakra támaszkodik, ugyanakkor védelmi mechanizmusokat fejlesztettek ki a röpképtelen madarak túlzott legelése ellen. Ezzel szemben alig van védelmük a legelő emlősök ellenében. Kevés közöttük a kétlaki növény.  
Az új-zélandi növények közül sok szerteágazó formákat alakít ki, számos esetben különbözik a fiatal és az idősebb növények alakja. A virágzó növények virágai túlnyomórészt kicsik és fehérek.
A levelek vagy az egész növény alakja gyakran rugalmasan változik a környezettől függően. Sok növény nagyobbra nő, mint rokonai más kontinenseken, különösen a kisebb új-zélandi szigeteken fordul elő az izolált gigantizmus. 
Gyakori a növényfajok egymás közötti hibridizációja, esetenként nehéz a fajok elhatárolása. A biodiverzitás egyes szűkebb területeken különösen kimagasló lehet.

### Növényzet az emberek érkezése előtt
Új-Zéland növénytakarója az emberek érkezése előtt túlnyomórészt, mintegy 78%-ban sűrű őserdőből állott. A magashegyi jégvilág és az alpesi rétek együtt 14%-ot tettek ki. A felszíni vizek, mocsarak, dűnék valamint a frissebb lávamezőket borító bozótosok területe további 4% lehetett. A maradék 4%-ot az évi 650 mm csapadéknál kevesebbet kapó száraz új-zélandi füves puszták adták a Déli-sziget belső részein.

#### Podokarpusz-erdők

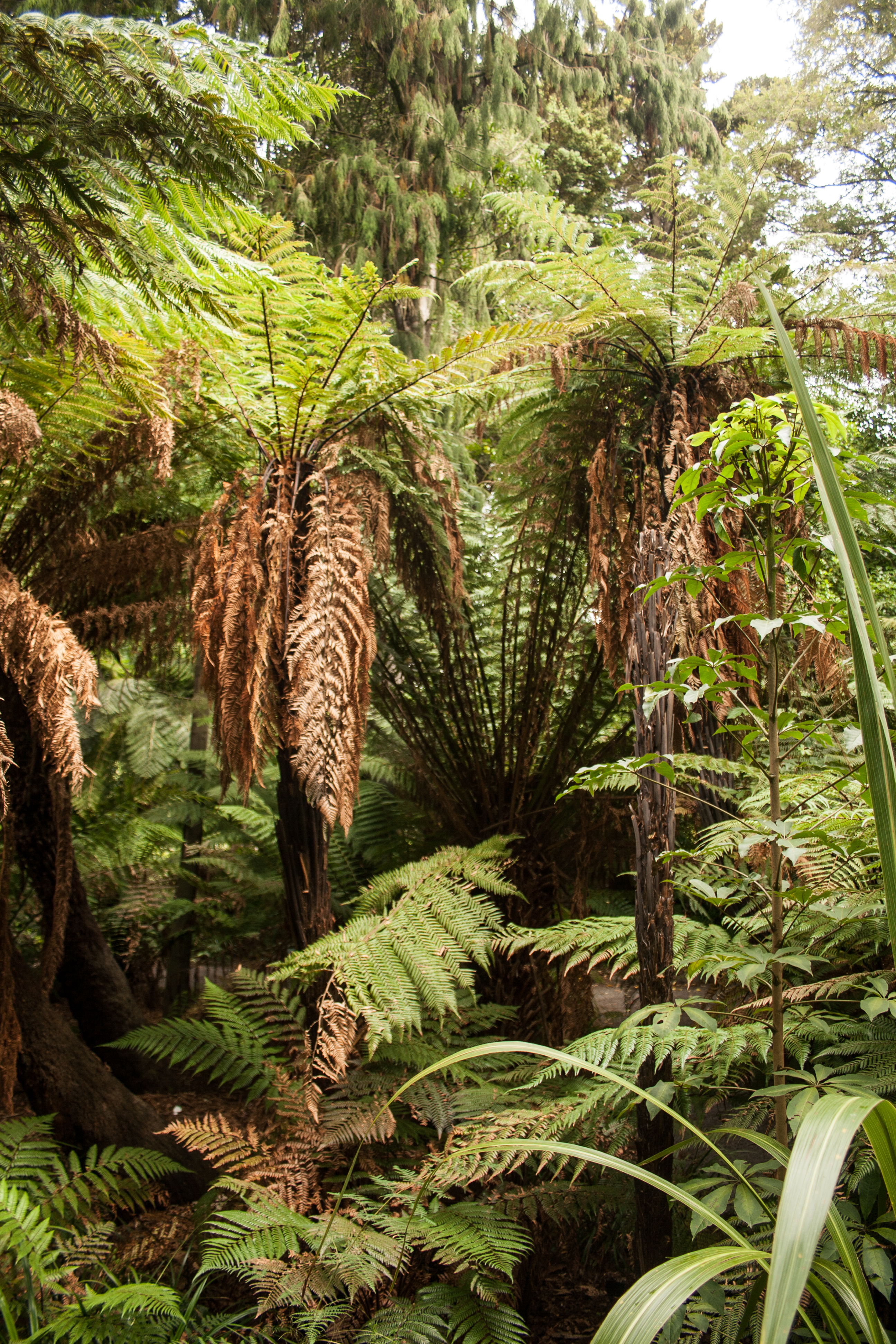
Az áthatolhatatlan mérsékelt égövi esőerdő bemutatója a Christchurchi Botanikus Kertben, előtérben a Dicksonia squarrosa páfrányfa

Az utolsó jégkorszak után, mintegy 12 000 évvel ezelőtt leggyorsabban a kőtiszafafélék családjába tartozó nemzetség Australis csoportjába tartozó fajok, a podokarpuszok örökzöld erdői hódították vissza a jégtől felszabaduló és felmelegedő területeket. Rohamos terjedésükben segítségükre voltak a madarak, amik a fák húsos magvainak fogyasztották és terjesztették. Ezek az erdők az ország egész hosszában, a Northland régiótól a Stewart-szigetig elterjedtek, változatos növénytársulásokat hozva létre a podokarpuszok különféle fajai (matai, totara, kahikatea, rimu és miro) és más helyi fafajták, mint a tanekaha (Phyllocladus trichomanoides), a két helyi cédrusfajta, a kawaka (Libocedrus plumosa) és a kaikawaka (Libocedrus bidwillii), a déli kaurifenyő, a déli bükk, valamint az északi rata Metrosideros robusta és a déli rata (Metrosideros umbellata) részvételével.
A kőtiszafafélék említett öt legfontosabb faja különböző irányokba specializálódott a talaj minőségétől, nedvességétól, és a térszín magasságától függően. Egy-egy fajuk ezért képes jelen lenni szinte az ország összes erdősülésre alkalmas területén. A mai új-zélandi lakosok számára ezek a podokarpusz-erdők testesítik meg a hazájukra jellemző ősi erdőket, a „vadont”. A legtipikusabb esőerdők a Déli-szigeten, a nyugati szeleknek kitett fjordok vidékén alakultak ki, ahol évi 6–7000 mm csapadék hullik, a csapadékos napok száma évi 200 körül mozog. A levegő páratartalma 70-80%, éves átlaghőmérséklete viszont mindössze 10 °C.
Az új-zélandi esőerdők faállományának nagy többségét a podokarpuszok teszik ki. A trópusi esőerdőkhöz hasonlóan ezekben is öt szint különböztethető meg. A felső lombkoronaszintet 30–40 méter magas, a zárt lombtakaróból ritkásan kiemelkedő fák (rimu, totara, kahikatea, időnként északi rata vagy a babérvirágúak rendjébe tartozó pukatea azaz Laurelia novae-zelandiae) alkotják. A középső lombkoronaszint 20–25 méter magas fákból áll, nagy fajgazdagságú, sokféle virágzó fából tevődik össze, de fő tömegét általában a miro a matai helyi nevű kőtiszafafélék adják. A 10–15 méter magas alsó lombkoronaszintet főleg páfrányfák, mint a fekete páfrányfa (Sphaeropteris medullaris), az ezüstpáfrány (Alsophila dealbata), a Pittosporum növénynemzetség tagjai és sok más faj alkotja. A 3–8 méter magas cserjeszint jellemző növényei többek között a Soprosma nemzetség tagjai. Érdekesség, hogy az itt élő fajok nagy részének levele sérülés esetén rossz szagot áraszt vagy csípős ízű. Ezt valószínűleg az egyébként már kipusztult moafélék elleni védekezésképpen fejlesztették ki ezek a fajok. Az avarszinten ugyancsak rendkívül változatos fajok élnek, sok páfrányféle, földi orchideák, különféle mohák.
A podokarpusz-esőerdők további, a trópusi esőerdőkhöz hasonlító jellegzetessége a minden kifejlett fán élő epifiták, a felkapaszkodó kúszónövények, liánok és a főleg a magasan lévő ágvillákban „fészkelő”  páfrányok, cserjék, orchideák, de akár egész fák gazdag állománya. Vannak olyan fél-epifita fajok, mint a rata, különösen az északi rata (Metrosideros robusta), amelyek életciklusuk egy részét epifitaként élik, majd önálló fa válik belőlük. Ezek a növények más fák lombkoronájában kezdenek fejlődni, majd annak szárán hosszú gyökereket bocsátanak le a talajba. Ezekkel fokozatosan körbeveszik a hordozó fa egész törzsét, majd annak elhalása után önálló faként folytatják életüket. Csak a törzsükben, az eredeti hordozó fa törzsének elkorhadása után megmaradó üreg jelzi történetüket. A csavarpálmák családjába tartozó kiekie (Freycinetia banksii) harminc méterre is felkapaszkodik a gazdanövény törzsén és leveleivel gyakran teljesen eltakarja annak lombozatát.

#### Kauri-erdők
Új-Zéland egyik legismertebb és legkülönlegesebb növényritkasága, az ősi, 40–50 méter magasra is megnövő déli kaurifenyő többezer éves példányokkal is büszkélkedő erdőket alkot a Northland régióban. Legnagyobb, legismertebb élőhelyük a Waipoua-erdő.A tiszta állományú kaurierdők a dombhátakon, homokos, vagy a grauvakke felszínén kialakult agyagos, szegény podzol-talajokon díszlenek a leginkább. A kaurifák az évezredek során maguk is tovább szegényítik, kilúgozzák a talajt, mivel a leveleikből és a kérgükből származó anyagok reakcióba lépnek a talaj vas- és alumínium-tartalmú ásványaival és kivonják, „elsüllyesztik” azokat. Az effajta podzolizáció klasszikus esetében a kaurifa alatt egy nagy „tányér” alakul ki tiszta fehér szilíciumhomokból.
Ilyen körülmények között a kaurifákkal kevés más fafaj képes versenyezni, a podokarpuszok is csak kínlódnak a közelükben. Az aljnövényzetben viszonylag jól megél a szegény talajokhoz alkalmazkodott, a Dracophyllum nemzetségbe tartozó, maori néven neinei (Dracophyllum latifolium) (a kiterjedt Dracophyllum nemzetségnek egyébként csak Új-Zélandon több tucat endemikus faja él) és a kaurifű Astelia trinervia.

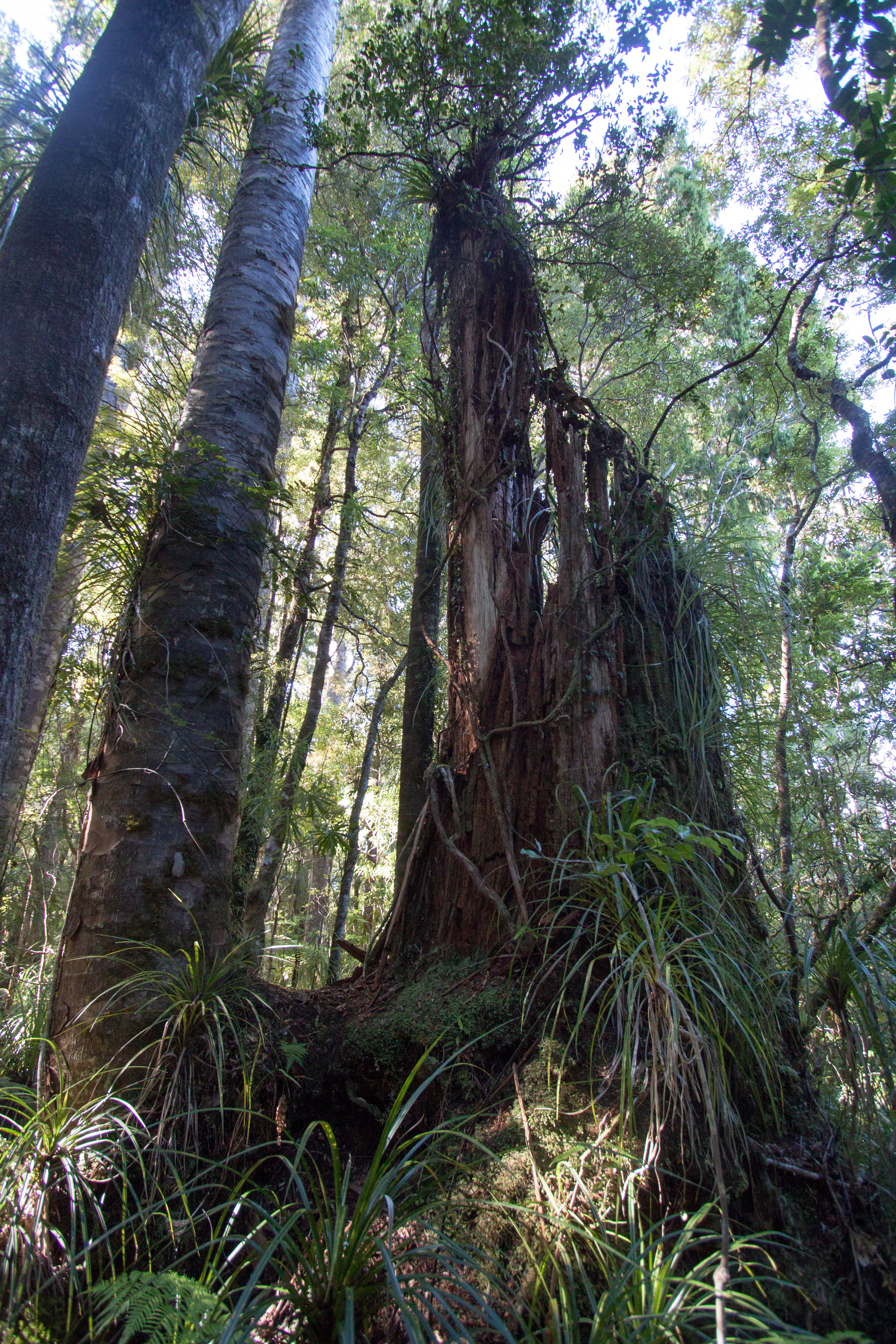
Elhalt kaurifa a a leghíresebb kauri-erdőben (Waipoua-erdő)
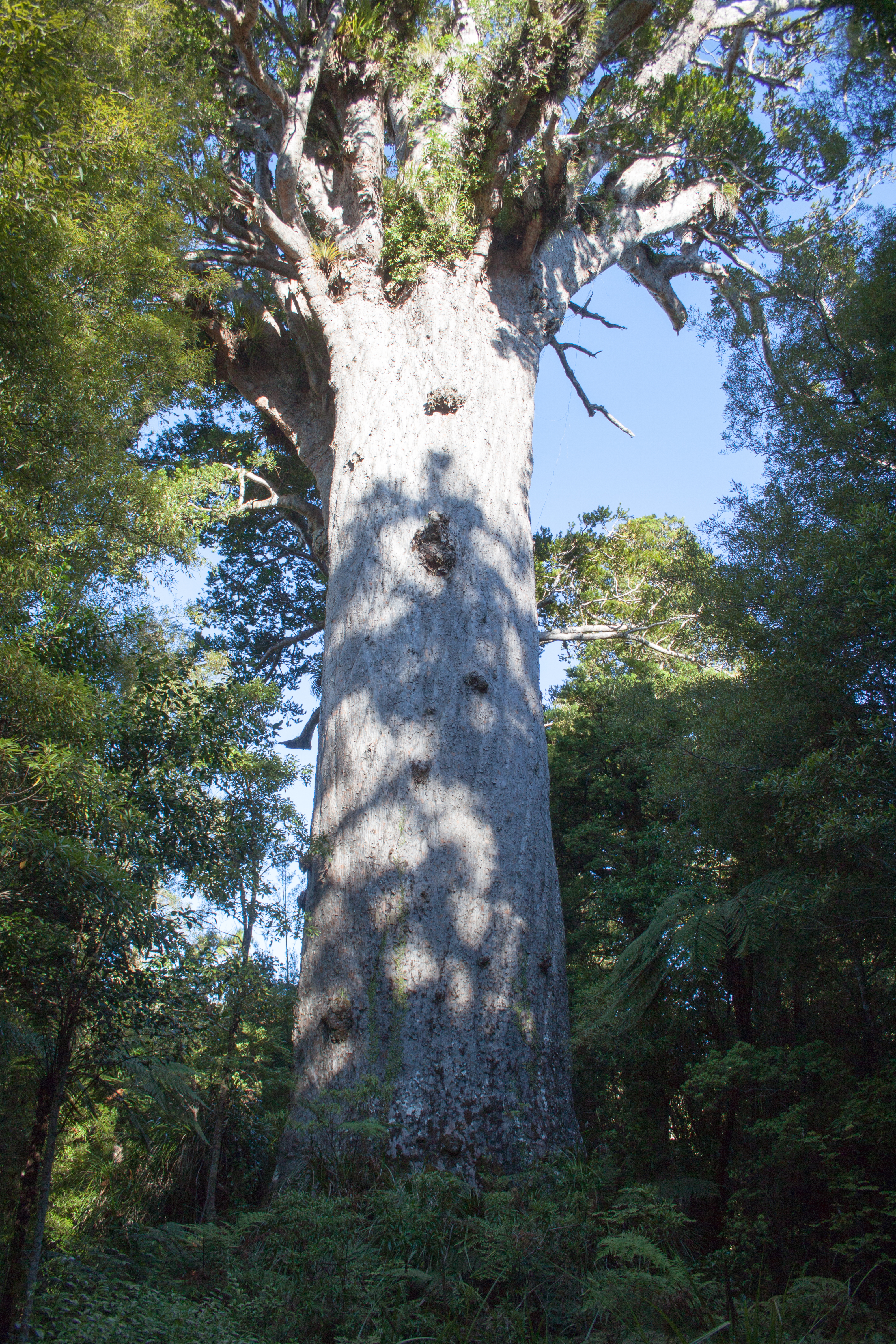
A legnagyobb élő kaurifa, a Tane Mahuta
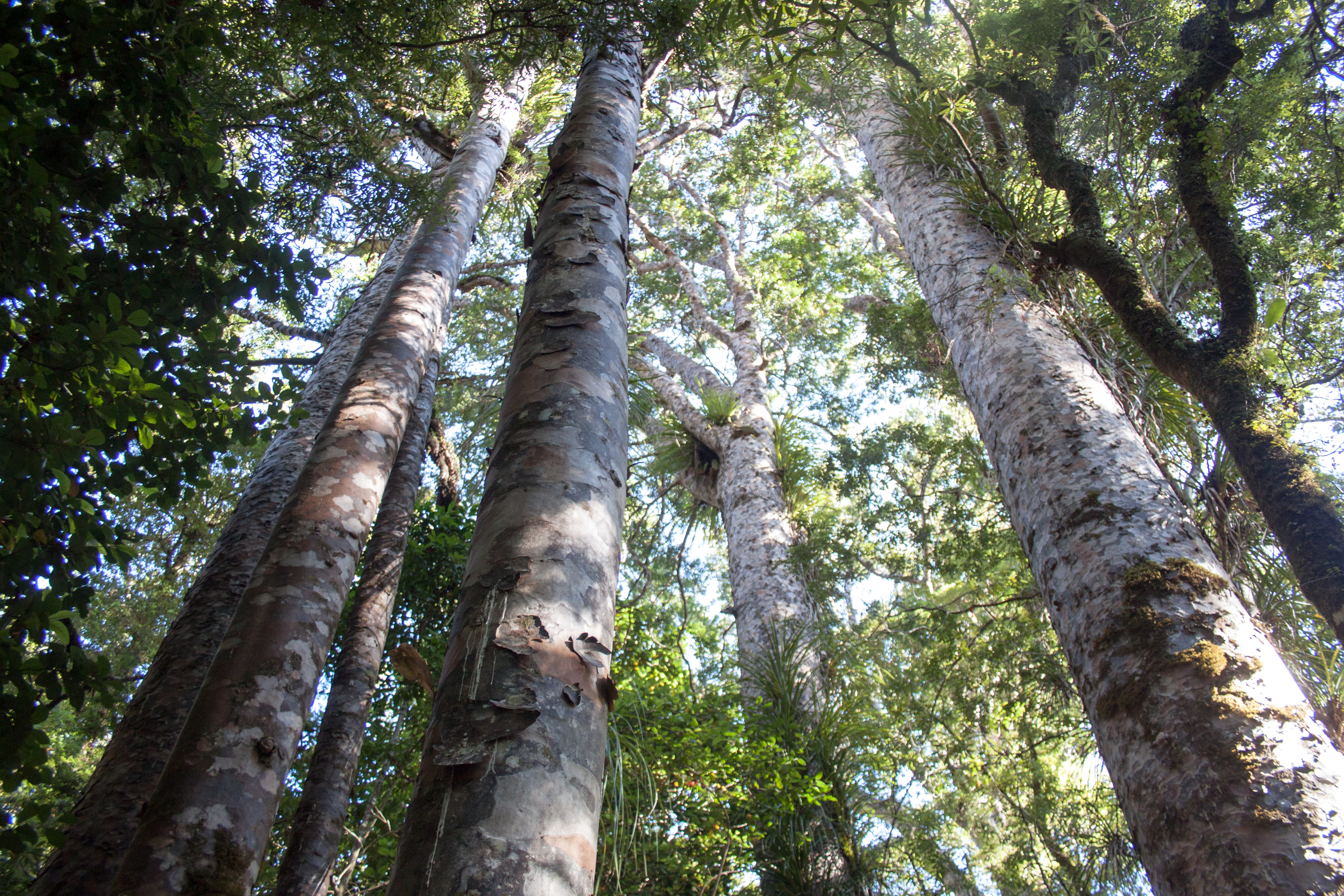
Kaurifák csoportja
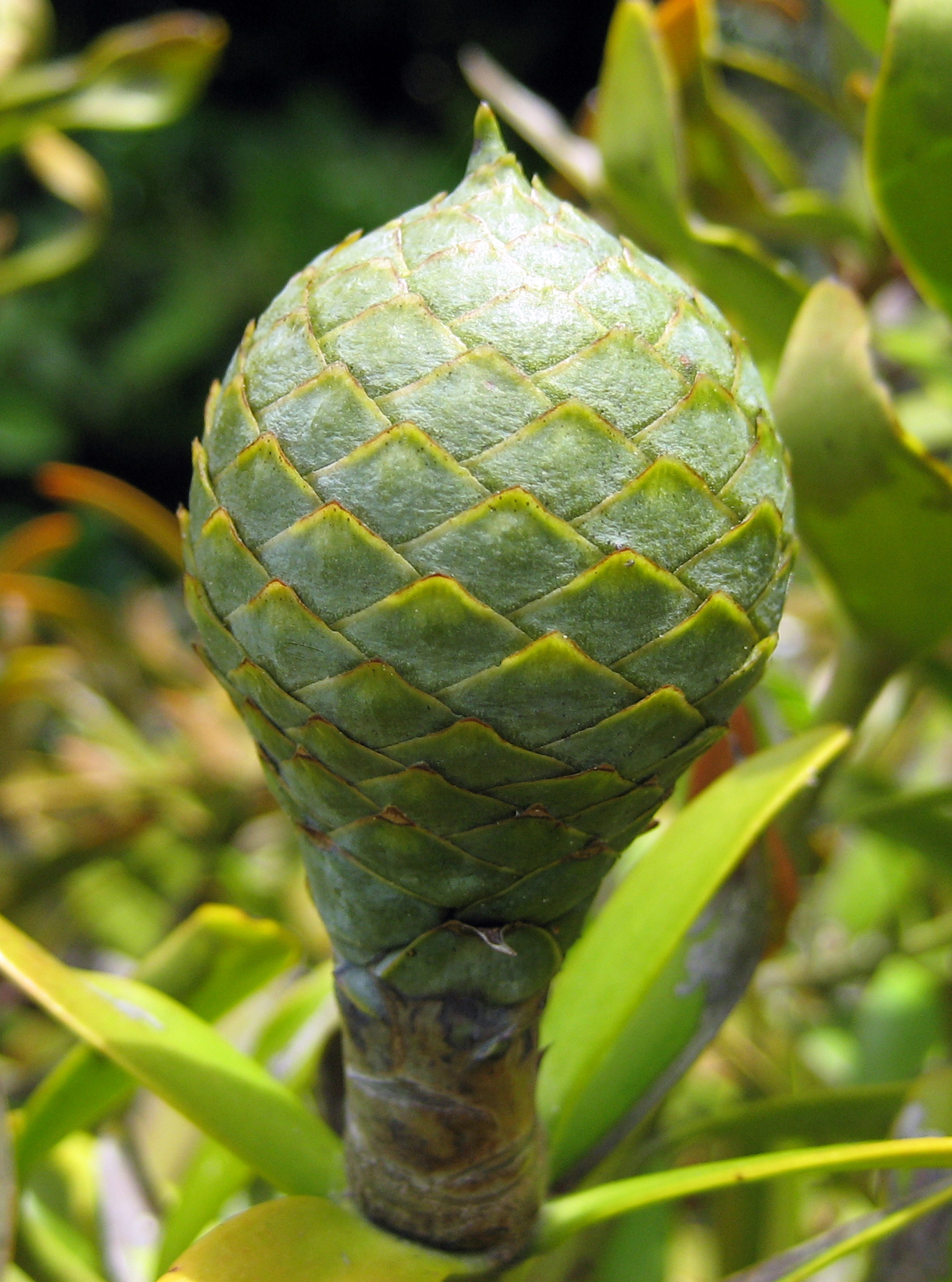
Növekedésben lévő kauri-toboz

#### A déli bükk erdőségei

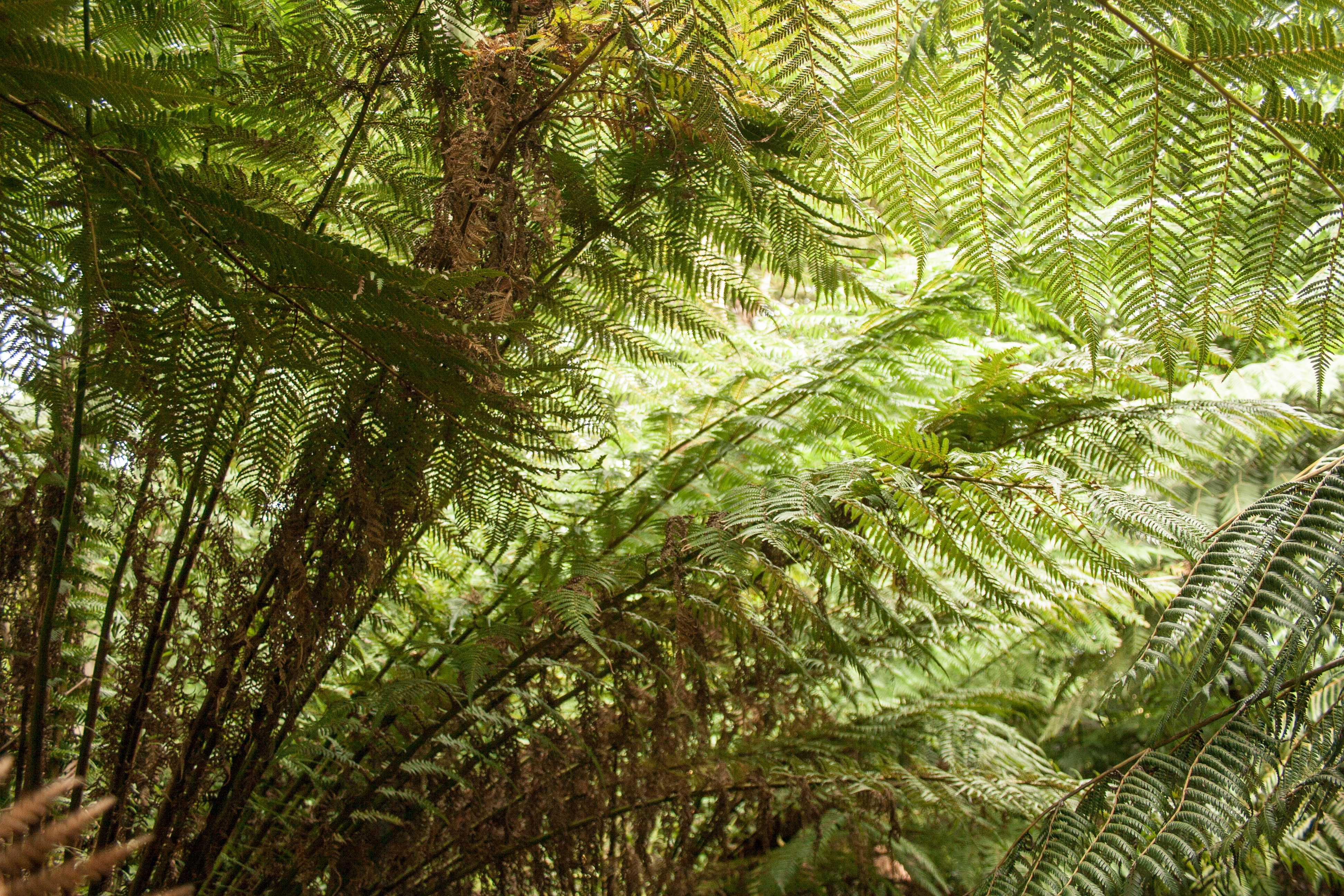
Dicksonia fibrosa, új-zélandi páfrányfa

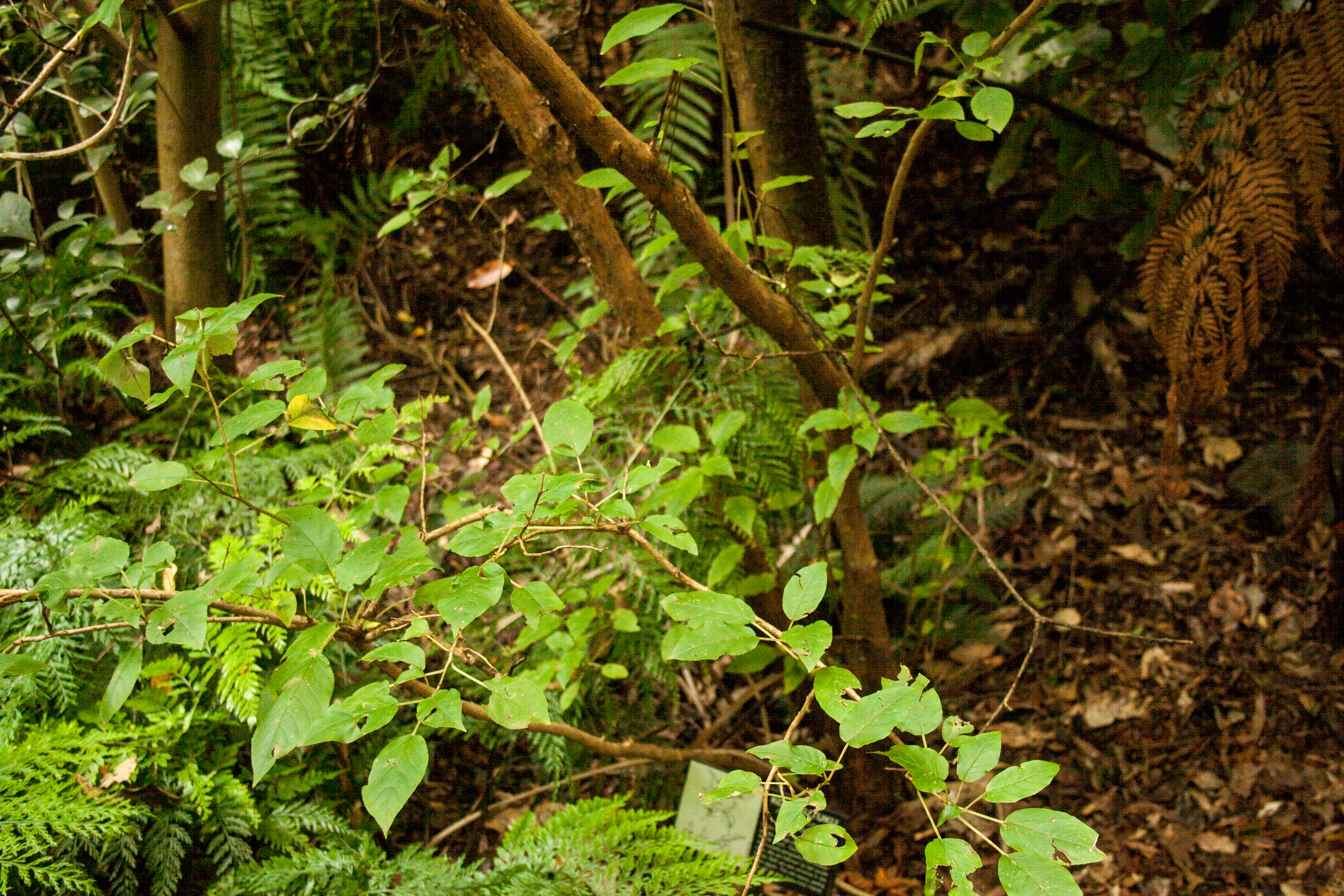
A mérsékelt égövi esőerdő talajszintjének növénye az endemikus Fuchsia_excorticata. Ez fuchsiafaj 15 méteresre is megnő, 60 cm-es törzsátmérővel

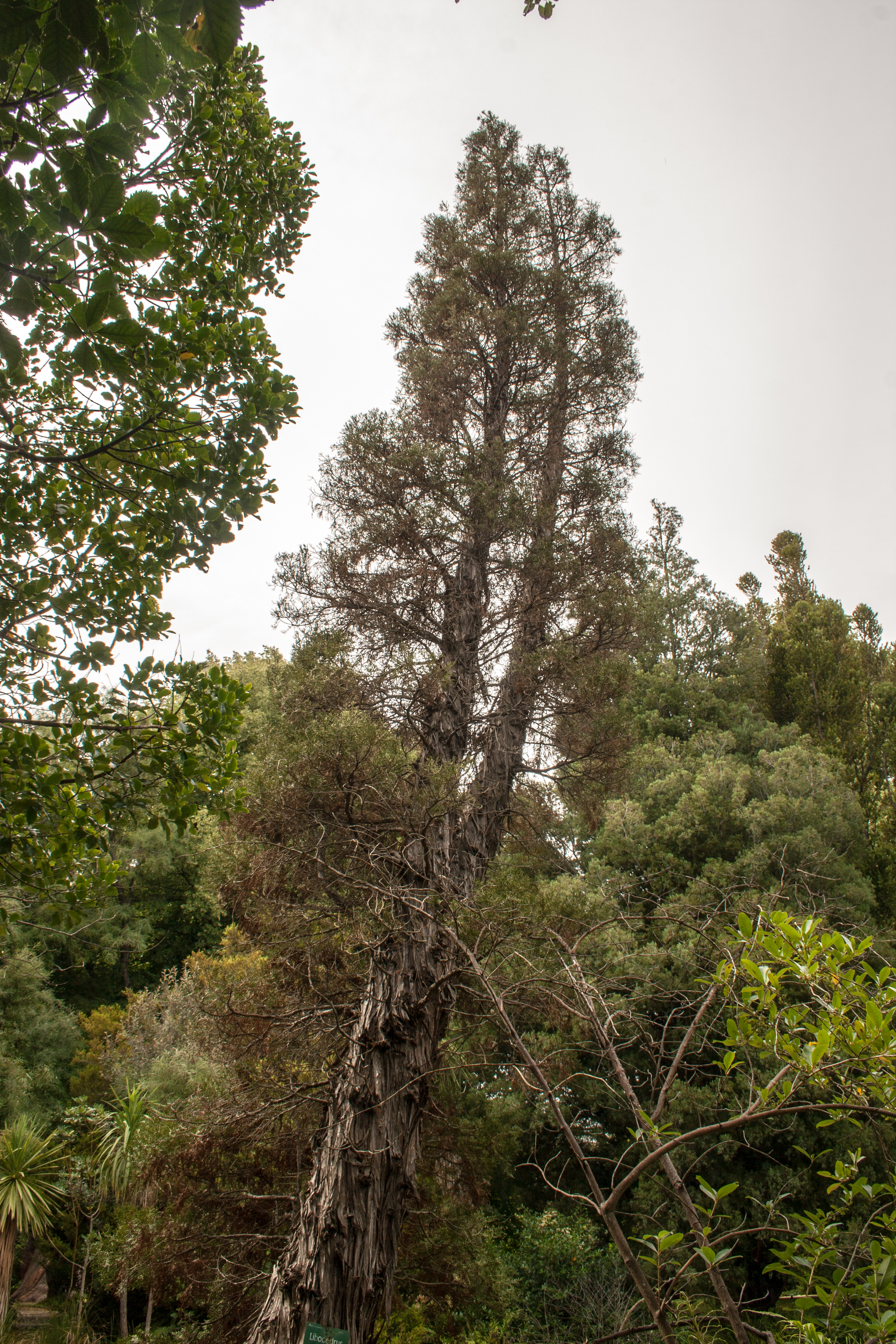
Az endemikus új-zélandi cédrusfaj, a kaikawaka Libocedrus bidwilli

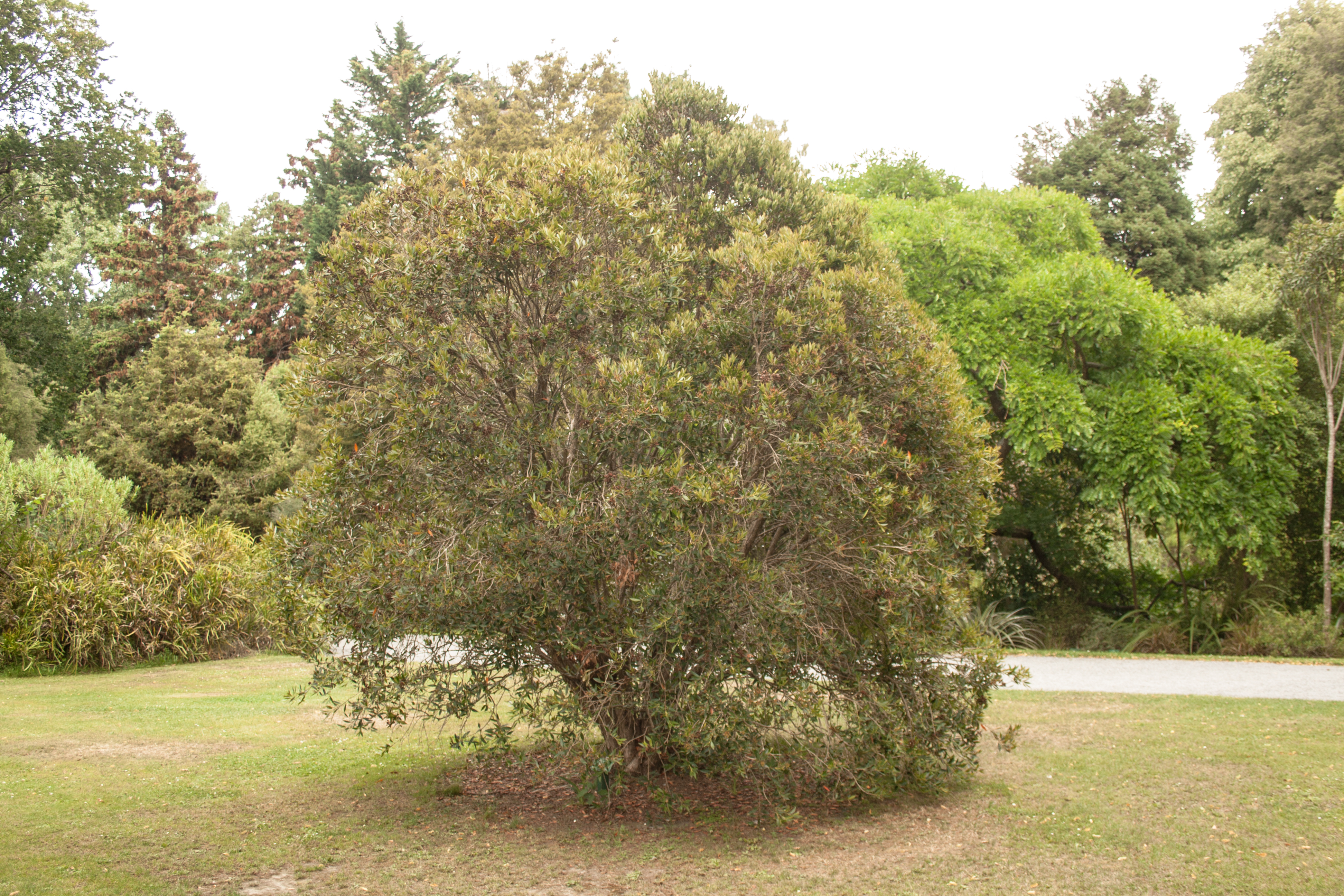
A fél-epifita déli rata Metrosideros umbellata a Christchurchi Botanikus Kertben

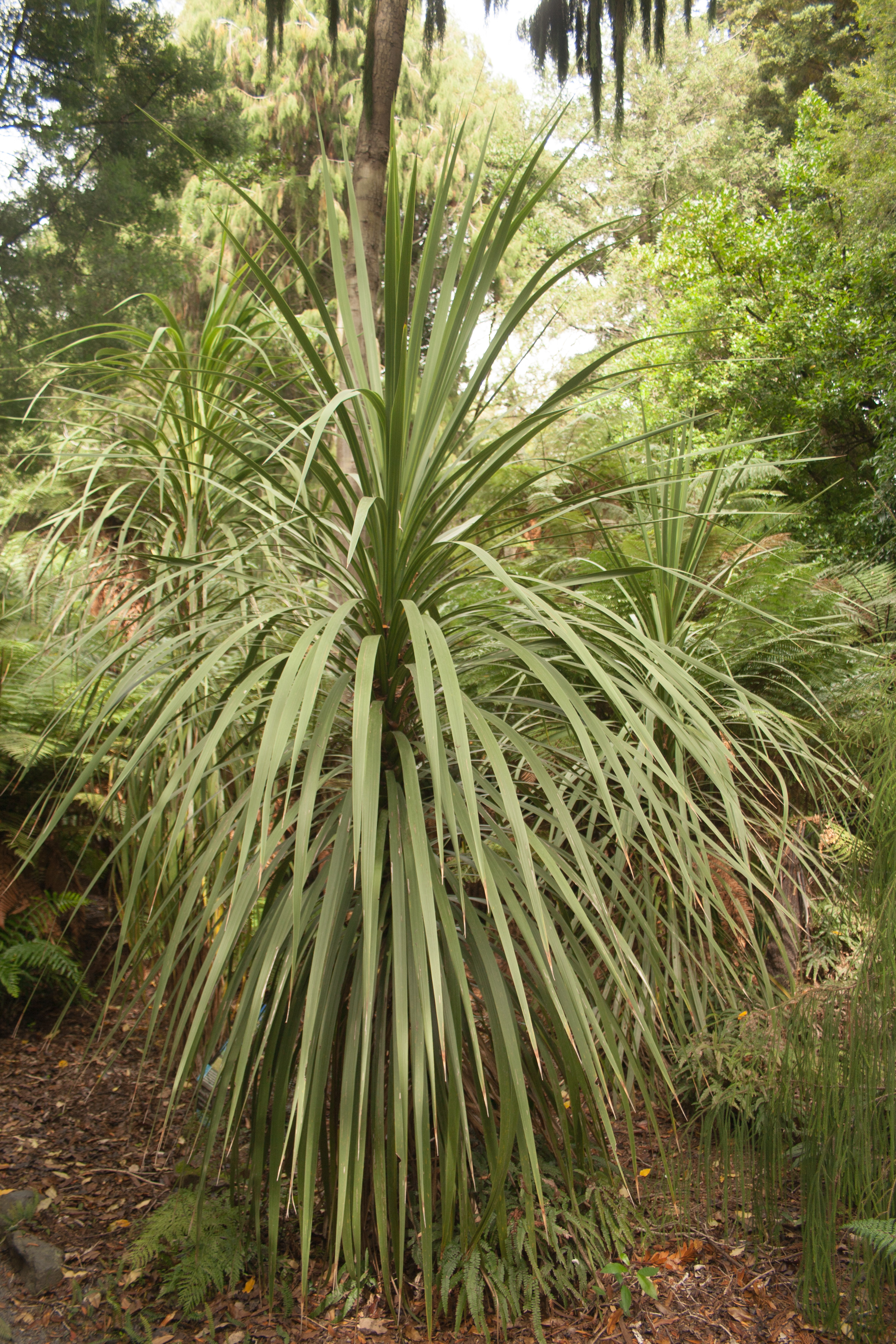
Cordyline australis, káposztafa, új-zélandi endemikus növény

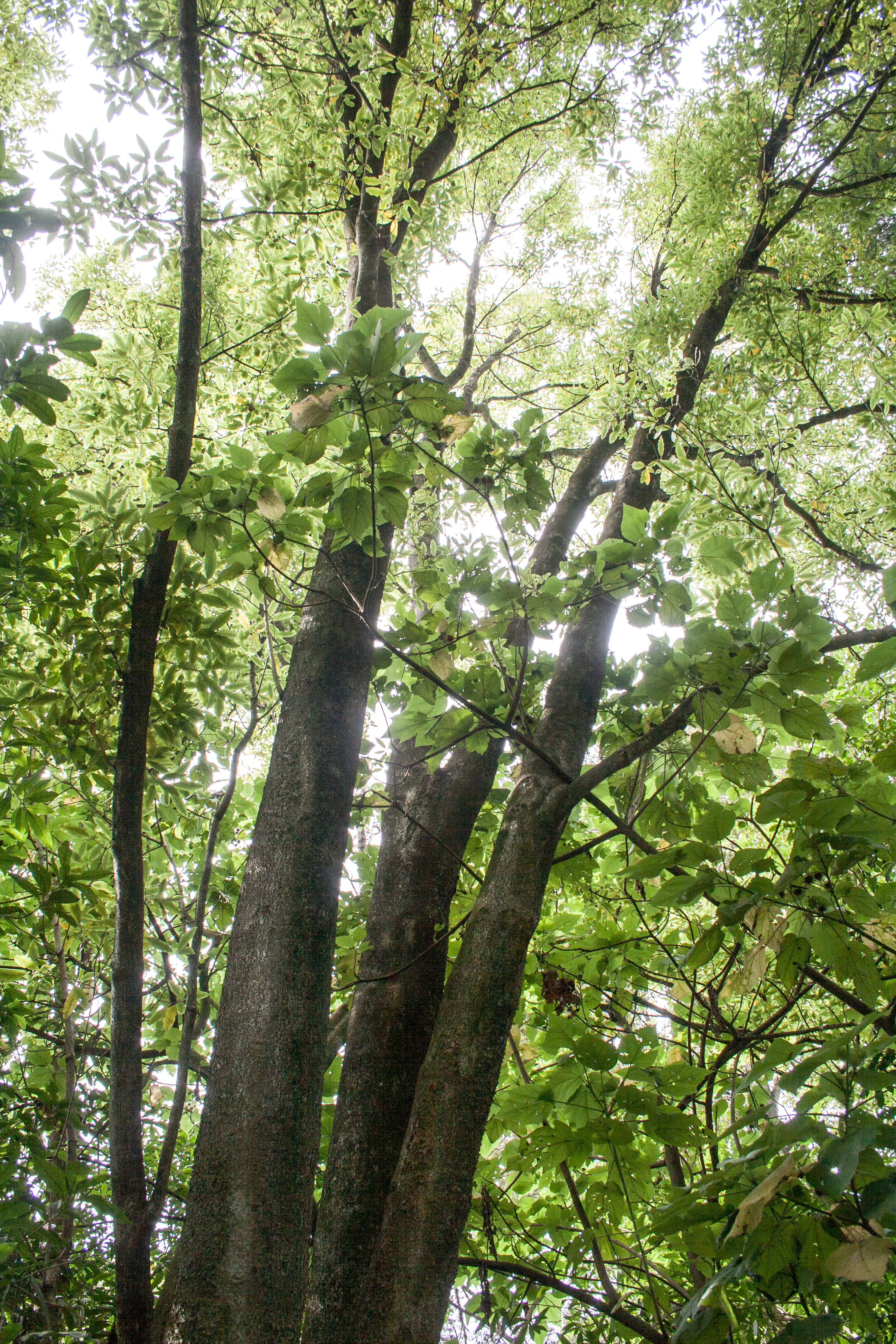
Az új-zélandi esőerdők alsó lomkoronaszintjének fája, a Pittosporum eugenioides („citromfa”)

A déli bükk (Nothofagus) a jégkorszak után lassabban hódította vissza korábbi területeit Új-Zélandon, mint a podokarpuszok, mivel utóbbiaknak a húsos magvait a madarak gyorsabban elterjesztették, mint a bükk kemény termését. A déli bükk még ma is lassan tovább terjeszkedik podokarpuszok rovására. Elsősorban ott tud előre lépni, ahol – az addigi elterjedési területe szélén, ahol a talaj felső rétegében már jelen vannak a magvai – valamilyen természeti jelenség – földcsuszamlás, árvíz, kidőlő nagy fa – megszakítja a növénytakaró folyamatosságát, és a létrejövő ásványi földfelszínen a bükk magjai csírázásnak indulhatnak. A folyópartok is alkalmasak arra, hogy a bükk behatoljon a podokarpusz-erdők területére.
A jégkorszak maradványa az a jelenség is, hogy többfelé, de különösen a Déli-sziget nyugati partján egy 200 kilométeres szakaszon, egyáltalán nem fordul elő a bükk az erdőkben. A kutatók azt valószínűsítik, hogy ezeken a területeken a jégkorszak gleccserei teljesen letarolták a növényzetet, és az olvadás után egyelőre csak a podokarpuszok tudták azt újra elfoglalni.
A túlnyomórészt déli bükkből álló erdő inkább a kevésbé nedves területeken jöttek létre. Ezek az erdők a kőtiszafafélék esőerdeitől eltérően és az északi bükkökhöz hasonlóan ritkásabb, egyszerűbb szerkezetű erdőket alkotnak, amelyekben kisebb a fajtagazdagság, és az aljnövényzet kevésbé dús. A talajszint egyik jellemző növénye az endemikus páfrányfaj, a Blechnum discolor.
A növénynemzetséget öt fő faj képviseli a szigetországban, ezek más-más talajokat és éghajlati viszonyokat preferálnak; egy kivételével mindegyikük örökzöld. A vörös déli bükk (Nothofagus fusca) a mély, termékeny talajokat kedveli. A fekete déli bükk (Nothofagus solandri) és a hegyi bükk (Nothofagus solandri var. cliffortioides) a szegényebb, szárazabb magaslati talajokon is jól megél. Az ezüstszürke déli bükk (Nothofagus menziesii) a nedvesebb nyugati lejtők lakója; ez a legelterjedtebb bükkfajta Új-Zélandon. A nehezen fűrészelhető kemény bükk (Nothofagus truncata) kisebb foltokban található.

#### Füves puszták és kanyargó folyók
A jégkorszak után az ország egyes, esőárnyékban található részein, mint főleg a Déli-Alpok gerincétől keletre eső területek (évi 350–500 mm csapadékkal) nem tudtak erdők kialakulni. Egyes helyeken azt is kimutatták, hogy 2500–1500 évvel ezelőtt a terület peremén mégis megjelenő erdők nagy természetes erdőtüzek áldozatai lettek. Egészében véve az országnak azokon a területein, ahol az éves csapadéknem haladta meg a 650 mm-t, száraz füves puszták jöttek létre. Az Északi-sziget középső vidékein pedig a Taupói-tó helyén lévő vulkán legutóbbi, i. sz. 180 körüli kitörése történt nagy kitörése óta olyan anyagok borítják a felszínt, amik nem kedveznek az erdők növekedésének, így itt is csak füves és bozótos területek alakulhattak ki, bár a csapadék itt jóval meghaladja az évi 650 mm-t.
A hegyek lábánál fekvő, csapadékban szegény sík területeken a hegyekből lefutó vizek elfajult medrei különleges helyi vizes környezetet hoznak létre, amelyek gázlómadarak, mint a fekete gólyatöcs és más, a vizes élőhelyeket kedvelő fajok telepedtek meg.

#### Magashegyi növényzet
Új-Zéland kiterjedt magashegyi övezeteiben a szövetes növények mintegy 600 faja (az összes új-zélandi faj 25%-a) él, közülük 500 csak ebben az alpesi zónában, és 93%-uk endemikus. (A magasabb rendű új-zélandi növényeknek összességében „csak” 80%-a endemikus.) A magashegyi övezetek közül a legismertebb a Déli-Alpok vidéke, azonban számos ettől független hegységben is kialakultak hasonló területek, gyakran egymástól is különböző endemikus növényzettel. A fahatár a Déli-szigeten 900 méter körül van, az Északi-szigeten 1500 méter.
Új-Zéland alpesi növényei túlnyomórészt más helyi, alacsonyabb szinteken élő növényekből alakultak ki a hegyláncok felgyűrődése nyomán. A magashegyi réteken és az alacsonyabban elterülő füves pusztákon egyaránt jellemzőek a zsombékosok különböző növénytársulásai többek között a csenkeszek sok helyi fajtájával.

### Új-Zéland növényvilága a modern korban
Az erdők irtását már a maorik megkezdték, mivel égetéses földművelést folytattak. Döntő változást azonban az európaiak érkezése okozott, amikor a gyarmatosítók, telepesek, nagy területeken irtották ki az erdőket és főleg legelőket alakítottak ki, amiket importált fűfajtákkal telepítettek be. A természetes fás növényzet csak az ország egyötödén maradt fenn. Gyorsan növekvő fafajtákat, mint a Monterey-fenyő és az amerikai duglászfenyő is behoztak az ültetvényes jellegű erdőgazdálkodás, fakitermelés céljaira. A Monterey-fenyő mintegy félmillió hektáros ültetvényei érdekes módon kedvező helyet biztosítanak az őshonos helyi aljnövényzetnek, ami pedig a maga részéről jó élőhelyet nyújt a helyi rovaroknak, gekkóknak és más kis élőlényeknek. A duglászfenyő elszabadult állományait viszont inváziós fajként kezelik és irtják.

## Fordítás
- Ez a szócikk részben vagy egészben  a   Natural history of New Zealand című angol Wikipédia-szócikk ezen változatának fordításán alapul.  Az eredeti cikk szerkesztőit annak laptörténete sorolja fel. Ez a jelzés csupán a megfogalmazás eredetét és a szerzői jogokat jelzi, nem szolgál a cikkben szereplő információk forrásmegjelöléseként.